# Penya del Castellar
La Penya del Castellar és una muntanya de 409 metres que es troba al municipi de Sitges, a la comarca del Garraf.